# Ponedjeljak
Ponedjeljak je prvi dan u tjednu, koji se nalazi između nedjelje i utorka.  Proizlazi iz praslavenskog skupa riječi po + nedělja, poslije nedjelje.
Ponedjeljak je, zapravo, prvi dan tjedna u većem dijelu Europe, Australiji, dijelovima Afrike i Južnoj Americi. U Aziji, mnogi jezici se odnose na ponedjeljak kao na "dan početka". Na primjer, ponedjeljak je xingqi yi na kineskom, što znači prvi dan u tjednu.
U ostalim dijelovima svijeta, ponedjeljak je drugi dan. Ovo je tradicionalni pogled u Kanadi i Sjedinjenim državama. Ime ovog dana u arapskom, gruzijskom, grčkom, hebrejskom i portugalskom jeziku ima značenje "drugi dan". 
Moderna kultura obično gleda na ponedjeljak kao na početak radnog tjedna, zato što je tipično ponedjeljak dan kada se odrasli vraćaju na posao, a djeca u škole poslije vikenda. Ovdje, međutim, postoje izuzeci; u zemljama Bliskog Istoka, početak radnog tjedna je obično subota (četvrtak i petak se onda računaju kao vikend). U Izraelu, nedjelja je prvi dan radnog tjedna. Petak je polovično radni dan, a petak navečer i subota predstavljaju Sabat.

## Vanjske poveznice
Etimologija engleskog naziva za ponedjeljak  Arhivirana inačica izvorne stranice od 12. ožujka 2006. (Wayback Machine)